# Vlase (miasto Leskovac)
Vlase (cyr. Власе) – wieś w Serbii, w okręgu jablanickim, w mieście Leskovac. W 2011 roku liczyła 503 mieszkańców.